# Too Young to Kiss
Too Young to Kiss é um filme de comédia romântica produzido nos Estados Unidos, dirigido por Robert Z. Leonard e com atuações de June Allyson e Van Johnson.